# Copernicia tectorum
Copernicia tectorum är en enhjärtbladig växtart som först beskrevs av Carl Sigismund Kunth, och fick sitt nu gällande namn av Carl Friedrich Philipp von Martius. Copernicia tectorum ingår i släktet Copernicia och familjen Arecaceae. Inga underarter finns listade i Catalogue of Life.

## Bildgalleri

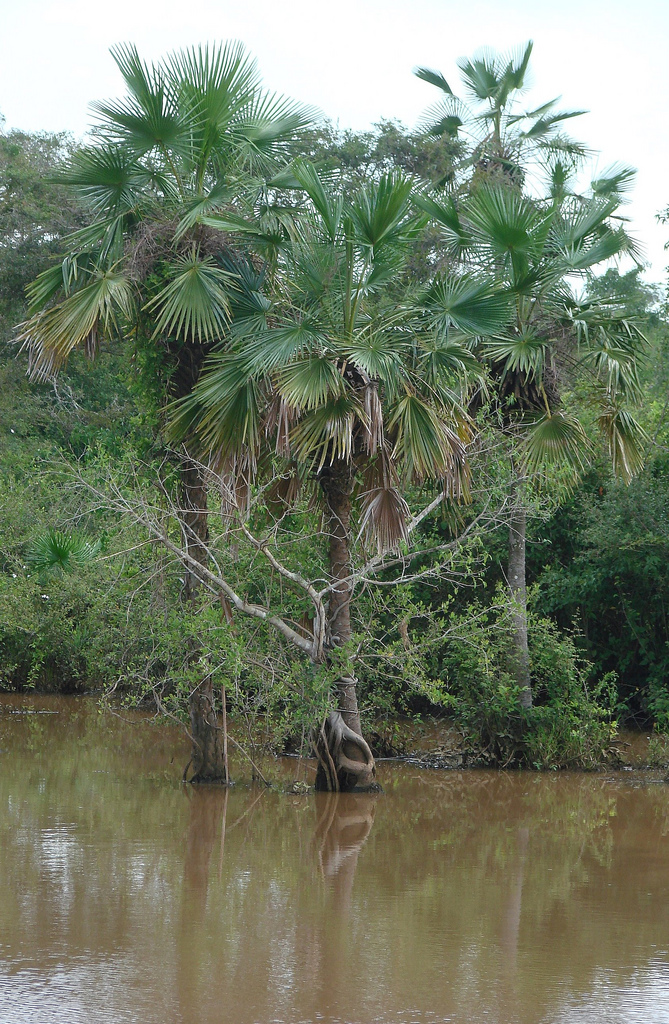